# Cherburgo-Octeville
Cherburgo-Octeville (en francés Cherbourg-Octeville),  era una comuna francesa, que estaba situada en la región de Normandía, departamento de Mancha, en el distrito de Cherburgo y cabeza de partido de los cantones de Cherburgo-Octeville-1, Cherburgo-Octeville-2 y Cherburgo-Octeville-3, y que el 1 de enero de 2016 se unió a las comunas de Équeurdreville-Hainneville, La Glacerie, Querqueville y Tourlaville, formando la comuna nueva de Cherburgo-en-Cotentin, y pasando las cinco comunas a ser comunas delegadas de la misma. 
Cherburgo-Octeville también fue el primer puerto en el que hizo escala el RMS Titanic luego de zarpar de Southampton el miércoles 10 de abril de 1912.

## Demografía
| Gráfica de evolución demográfica de Cherburgo-Octeville entre 1800 y 2013 |
|                                                                           |

Los datos demográficos contemplados en este gráfico de la comuna de Cherburgo-Octeville se han cogido de 1800 a 1999 de la página francesa EHESS/Cassini, y los demás datos de la página del INSEE.